# Luis Armiñán Pérez
Luis de Armiñán Pérez (Sancti-Spíritus, 14 de julio de 1871-Madrid, 3 de septiembre de 1949) fue un político, periodista y publicista español, ministro de Trabajo, Comercio e Industria durante el reinado de Alfonso XIII. 

## Biografía
Nació en la ciudad cubana de Sancti-Spíritus el 14 de julio de 1871. Elegido diputado a Cortes por los distritos leridanos de Cervera y Borjas en las elecciones de 1901 y 1905, por el distrito de Archidona en las elecciones de 1910, 1914, y 1916; por el de Gaucín en las de 1918, 1919, y 1920 y por el de Málaga en las de 1923. Director general de Propiedades y Derechos del Estado en 1913. 
Armiñán, periodista y publicista, fue partidario de José Canalejas.
Desempeñó el cargo de ministro de Trabajo, Comercio e Industria entre el 3 de septiembre y el 15 de septiembre de 1923, en el cuarto gabinete que presidió Manuel García Prieto, el último gobierno antes del golpe de Estado de Primo de Rivera. Falleció en Madrid el 2 de octubre de 1949.
Escribió la obra de teatro Los segadores, una comedia estrenada en el Teatro de la Princesa el 29 de enero de 1908. Fue padre del periodista Luis de Armiñán Odriozola y abuelo del escritor y cineasta Jaime de Armiñán.